# Bandera de la República Socialista Soviética de Kirguistán
La bandera de la República Socialista Soviética de Kirguistán fue aprobada por el Presidium del Sóviet Supremo de la República Socialista Soviética de Kirguistán decretado por su Decreto el 22 de diciembre de 1952. La constitución de 1978 de la República Socialista Soviética de Kirguistán establece que la proporción de la bandera es de 1:2, con las franjas azules/blancas/azules en el centro tomando 1⁄3 de la altura de la bandera y las franjas blancas 1⁄20 de la altura de la bandera. Los colores rojo, azul y blanco se derivaron de los colores paneslavos.[cita requerida]
De acuerdo con la Constitución en detalle en el artículo 168:

"La bandera nacional de la República Socialista Soviética de Kirguistán es una tela roja con una franja azul en el centro de toda la longitud de la bandera. La franja azul es un tercio del ancho de la bandera. A lo largo de la franja azul en el medio hay una franja blanca, igual a un vigésimo del ancho de la bandera. En la parte superior roja de la bandera, en el asta, están representados una hoz y un martillo dorados y encima de ellos una estrella roja de cinco puntas enmarcada con un borde dorado. La relación entre el ancho de la bandera y su largo es de 1:2."
Constitución de la República Socialista Soviética de Kirguistán, 20 de abril de 1978.

Las diferencias de la bandera con la bandera de la Unión Soviética y las banderas de las repúblicas soviéticas eran una estrella más grande (en comparación con la imagen de la hoz y el martillo) y la ubicación de la hoz y el martillo prácticamente en el borde de las franjas roja y azul: en las banderas de todas las demás repúblicas (excepto Georgia y Turkmenistán), el diámetro del círculo en el que estaba inscrita la estrella de 5 terminales era exactamente la mitad del tamaño del lado del cuadrado en el que estaban inscritos la hoz y el martillo, y en la bandera de Kirguistán, el diámetro de la estrella (1/10 del ancho de la bandera) era más de la mitad del lado del cuadrado (1/6 del ancho de la bandera).

## Descripción
La bandera de la República Socialista Soviética de Kirguistán se presenta como un paño rectangular de color rojo con dos franjas azul marino, separadas por una delgada franja blanca (las cuales representan el paneslavismo), con el martillo y la hoz dorados, y la estrella con bordes dorados en la parte superior del cantón.
| (1952-1992) | Blanco      | Rojo         | Amarillo   | Azul        |
| ----------- | ----------- | ------------ | ---------- | ----------- |
| Pantone     | Safe        | 3546c        | 115c       | 2746c       |
| CMYK        | 0-0-0-0     | 0-100-100-19 | 0-15-100-0 | 100-82-0-40 |
| RGB         | 255-255-255 | 206-0-0      | 255-216-0  | 0-27-153    |
| Hexadecimal | #FFFFFF     | #CE0000      | #FFD800    | #001B99     |

## Historia
Después de la formación de la República Socialista Soviética de Kirguistán el 5 de diciembre de 1936, se adoptó la primera bandera de la República Socialista Soviética de Kirguistán. La bandera era roja con los caracteres cirílicos dorados en la esquina superior izquierda, КЫРГЫЗ ССР (RSS de Kirguistán) y КИРГИЗСКАЯ ССР (Kyrgyzskaja SSR) en un tipo de letra serif.
El 22 de diciembre de 1952, la bandera roja fue reemplazada por una nueva bandera roja con franjas azules y blancas en el centro de toda la longitud de la bandera.
Después de la independencia, esta bandera siguió siendo la bandera del recién independizado Kirguistán hasta 1992, cuando se introdujo una nueva bandera.

## Banderas históricas

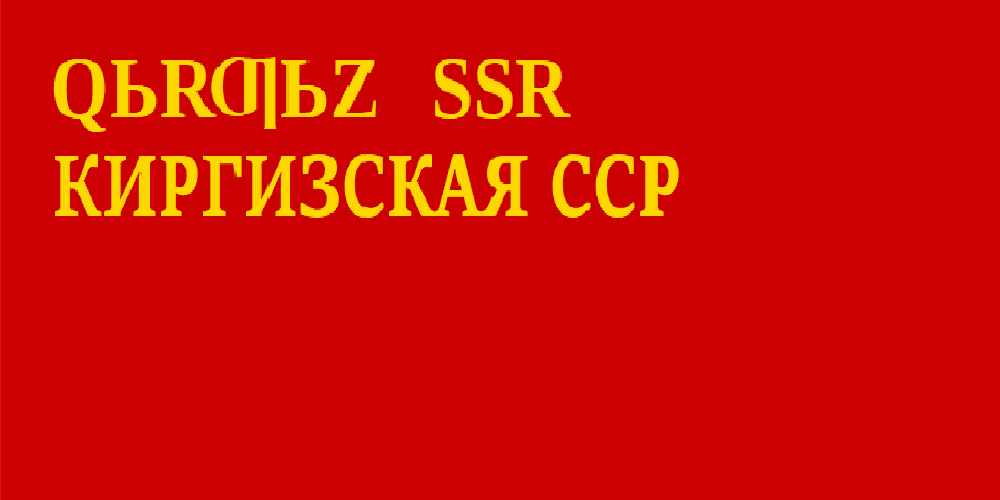
Bandera de la RSS de Kirguistán (1937-1940)
Bandera de la RSS de Kirguistán (1940-1952)
Bandera de la RSS de Kirguistán (1952-1991)
Bandera de la República de Kirguistán (1991-1992)